# Tommy Thelin
Tommy Jörgen Thelin (Jönköping, 22 settembre 1983) è un ex calciatore svedese, di ruolo attaccante.

## Biografia
È fratello minore di Jimmy Thelin, che è stato anche suo allenatore allo Jönköpings Södra a partire dall'aprile 2014 fino al termine della stagione 2017.

## Carriera
Proprio come il fratello Jimmy, Tommy ha svolto il settore giovanile nell'IF Hagapojkarna, squadra minore della città di Jönköping.
Nel 2005 Thelin è stato ingaggiato dall'Åtvidaberg, potendo così disputare il suo primo torneo di Superettan.
La squadra ha raggiunto la finale di Coppa di Svezia persa 2-0 contro il Djurgården, partita in cui Thelin è subentrato all'80' minuto. Con gli stoccolmesi già qualificati all'Europa per via del loro piazzamento in campionato, l'Åtvidaberg (nonostante la partecipazione al campionato di seconda serie) ha avuto diritto a partecipare alla Coppa UEFA 2006-2007, competizione in cui Thelin ha collezionato quattro presenze.
Nell'estate del 2007, complici alcuni contrasti con la dirigenza, dopo due campionati e mezzo trascorsi con l'Åtvidaberg Thelin ha fatto ritorno nella sua città natale con il trasferimento allo Jönköpings Södra, anch'esso militante in Superettan. Sarà l'inizio di una lunga parentesi, visti i numerosi anni di permanenza in maglia verde. La squadra ottiene sempre la salvezza, pur classificandosi nella seconda metà della classifica in gran parte dei casi.
Nel 2014, sotto la guida del fratello Jimmy Thelin, lo Jönköpings Södra ha chiuso con il miglior piazzamento in classifica dal 1976 (4º posto in seconda serie), ma anche Tommy Thelin ha vissuto la sua stagione più prolifica della carriera con 13 gol segnati. Il bottino personale di 13 reti è stato bissato l'anno successivo, quando la squadra ha vinto il campionato ed è tornata in Allsvenskan dopo 46 anni. Il 2 aprile 2016, alla prima giornata, Tommy Thelin ha potuto così esordire nella massima serie all'età di oltre 32 anni, servendo l'assist decisivo per la vittoria sul campo del Kalmar (0-1). Alla terza giornata ha segnato il suo primo gol in Allsvenskan, nei minuti di recupero di Örebro-Jönköpings Södra (2-1). È rimasto attaccante e capitano dello J-Södra anche a seguito della retrocessione in Superettan, avvenuta nel novembre 2017 dopo gli spareggi salvezza persi contro il Trelleborg.
Tommy Thelin si è ritirato al termine del campionato di Superettan 2019, il quale ha rappresentato la sua tredicesima stagione trascorsa con i colori dello Jönköpings Södra.

## Palmarès

### Club

#### Competizioni nazionali
- Superettan: 1

Jönköpings Södra: 2015